# Dimítar Dimitrov
Dimítar Dimitrov   () és un jugador de voleibol búlgar, ja retirat, que va competir durant les dècades de 1970 i 1980.
El 1980 va prendre part en els Jocs Olímpics d'Estiu de Moscou, on guanyà la medalla de plata en la competició de voleibol. En el seu palmarès també destaquen dues medalles de bronze al Campionat d'Europa de voleibol, el 1981 i 1983. A nivell de clubs jugà al Slavia Sofia, Irpina Avellino i Album Viaggi Sesto Fiorentino.